# Ngoại Luân Đôn
Ngoại Luân Đôn (tiếng Anh: Outer London) là một tiểu vùng gồm một nhóm khu tự quản Luân Đôn tạo thành một vòng bao quanh Nội Luân Đôn.
Những khu vực này trước đây không phải là một phần của Hạt Luân Đôn và đã chính thức trở thành một phần của Đại Luân Đôn vào năm 1965. Ngoại trừ North Woolwich vốn thuộc Hạt Luân Đôn nhưng đã chuyển sang Newham vào năm 1965.

## Đạo luật Chính phủ Luân Đôn 1963
Các khu tự quản Luân Đôn ở vùng ngoài được xác định theo Đạo luật Chính phủ Luân Đôn 1963.
- Barking và Dagenham
- Barnet
- Bexley
- Brent
- Bromley
- Croydon
- Ealing
- Enfield
- Haringey
- Harrow
- Havering
- Hillingdon
- Hounslow
- Kingston trên sông Thames
- Merton
- Newham
- Redbridge
- Richmond trên sông Thames
- Sutton
- Waltham Forest

| Thời điểm | Dân số    |
| --------- | --------- |
| 1891      | 1.083.770 |
| 1901      | 1.647.396 |
| 1911      | 2.162.288 |
| 1921      | 2.413.978 |
| 1931      | 3.217.219 |
| 1939      | 4.250.788 |
| 1951      | 4.517.588 |
| 1961      | 4.499.737 |
| 1971      | 4.420.585 |
| 1981      | 4.254.900 |
| 1991      | 4.230.000 |
| 2001      | 4.463.100 |
| 2002      | 4.480.300 |
| 2003      | 4.485.000 |
| 2004      | 4.501.200 |
| 2005      | 4.537.000 |
| 2006      | 4.570.700 |
| 2007      | 4.598.800 |
| 2008      | 4.638.400 |
| 2009      | 4.692.200 |